# 荒川爆笑團
《荒川爆笑團》（日语：荒川アンダー ザ ブリッジ）是日本漫畫家中村光的日本漫畫作品。作品於YOUNG GANGAN的2004年創刊號開始連載，2015年漫畫連載結束，單行本全15卷。
該作於2010年4月改編為電視動畫，官方公佈於同年10月播放第二季。於2011年7月開始播放改編日劇。故事講述大企業社長的獨生子市之宮行與居住在荒川區河道橋下區域的「電波族」居民交流的經歷。

## 故事簡介
故事主人翁市之宮行是大財閥市之宮集團社長市之宮積的兒子，時刻準備著繼承那間世界頂尖的家族企業。從年幼的時候開始，父親就告訴他「不欠人，不求人」的道理，生活時時遵守家訓。但在某次行經荒川區橋上的期間，行遇上喜歡惡作劇脫下路人褲子的小學生三人組，為了取回自己的長褲不慎跌落橋下溺水，被住在橋下荒川釣魚的少女妮諾救回性命，就此欠下救命之恩。為了報恩，妮諾要求行跟她談戀愛，永遠在一起。行礙於家訓惟有答應，自己也開始在橋下生活。
荒川區這地方遠比市之宮行想像更為怪異，大部分居民正是被社會認定為帶著瘋狂幻想的「電波族」，除了思維奇特的妮諾以外，還包含了自稱是河童兼該地區領導者的村長、喜歡戴著星星頭套的青年歌手星星、橋下教會主持者暨前英國大兵修女、執著畫白線的中年男性小白（白井通）、管理菜園的少女P子、協助為居民準備洗澡水的鐵人兄弟、毒舌的牧場經營者暨前戰場間諜瑪利亞、理髮手藝精湛的末代武士、追隨修女的孤兒少女史黛拉、前黑社會成員比利和曾和「國鳥會」組長密切相關的賈桂琳。行跟著荒川橋下居民生活的期間，經歷眾多事件，與妮諾的戀情愈加親密，和橋下居民們產生深厚的羈絆，逐漸改變過往的認知和價值觀，同時需要面對包含父親在內的其他對象刺探荒川區域的行動。後來，身為時任偶像的龜有因為嚮往該地區，經過一番波折加入荒川區的生活。
後期故事揭露了妮諾與荒川區的發展起源：妮諾是有著和孿生手足兼戀人成雙成對誕生、至死方休的特性與概念的外星種族「金星人」的族人，當年村長與弟弟鼴鼠（現為黑道組織腐葉土領導者，後成為與荒川區有交情的漫畫家地球防衛軍隊長 / 桑原薯條的助手）出於個人利益綁架妮諾及其雙胞胎兄弟兼戀人，結果意外造成妮諾的兄弟喪命，村長為了贖罪接受妮諾的父母的建議，將妮諾安排在荒川區生活，委託修女與瑪利亞保護妮諾，但是妮諾的兄弟死後靈魂執念過深，附身在龜有的身上，準備將妮諾帶回金星。荒川區居民與其他交好的人士們團結合作解救妮諾，最終愛著行的妮諾表態想要和行相守，讓行成功帶回妮諾，與此同時妮諾的兄弟靈魂決定放手讓她追求幸福，龜有也喜歡上了妮諾的兄弟，荒川區居民付出將作為當地庇護所、妮諾雙親留在地球的彩虹大橋拆卸改裝成飛行器的代價，將妮諾的兄弟靈魂與龜有送往金星。
事件落幕後，荒川區居民因為失去作為庇護所的彩虹大橋，雖然不捨仍決定就此分別，在舉辦惜別會後回歸社會各奔前程。行回歸家族企業成立宇宙開發部門之餘，與妮諾論及婚嫁，其他人也各有發展，全劇終結。

## 登場人物
市之宮行 / 利克魯得（CV：神谷浩史、齊藤千和（幼年））
本作的男主角，大財閥市之宮集團的名門子弟。故事開始時22歲。生日8月23日。生活時刻遵守家訓「不欠人，不求人」，但因意外與妮諾成為救命恩人和戀人的關係。被荒川村長命名為「利克魯得（/Recruit）」，荒川居民通稱「利克（リク）」，度著我行我素的每一天。
若欠人情而沒法報恩就會進入緊張狀態，引發哮喘，但在荒川生活一段日子後鮮有病發（然而在荒川曾因為修女種植的杉樹花粉引發花粉症）。由於長期在爾虞我詐的商場鬥爭環境成長，初期的行對於情感不甚理解，搬來荒川後住在橋柱的房間，在荒川橋底下的工作是老師，被妮諾形容有教導他人的天賦，同時在荒川跟不同居民生活期間，被迫推翻過往的學識和重新思考「常識」的意義。本人也漸漸快樂起來，特別是與妮諾交往的時候。不相信幽靈和外星人的存在。
年幼的時候受過英才教育，4歲起接受父親積的教導開始學習製作料理，能製作出令荒川所有居民予以好評的家常菜、演奏多種樂器、空手道拿下黑帶、煙花師的資格等多方面都十分傑出。頭腦明晰，姿容端麗使其從學生時代相當受歡迎。母親春子已故。童年回憶使其一直害怕父親。討厭青椒。
漫畫後期開始承接荒川村長的職位兼執行職務，曾一度想為荒川居民重新命名，但由於荒川居民表態已經中意村長取的名字而作罷。故事後期得知妮諾實為金星人的身份，加著妮諾手足的亡靈介入的事件，體認妮諾對自己的意義而決定繼續和妮諾相守，最終結局返回市之宮集團成立宇宙開發部門，決定帶著妮諾向她的父母提親，家族公司亦開始登陸金星地面。
妮諾（CV：坂本真綾）
住在荒川的神秘電波系少女，自稱「金星人」。初登場時救了為取回卡在橋梁鋼柱的西裝褲而意外墜河的行，此後把行視為自己的戀人。名字的來歷一般認為從穿的學校運動衫號碼牌「2-3」（2年3班）而來。愛吃番茄、魚類、修女製作的糕餅和行的料理。
平日帶著男性語調，穿著藍白雙色的運動衣褲（但和行首次約會期間，曾破例換上行贈與的洋裝，有時會為在水裡活動而穿著「2-3」的泳裝）。由於其在荒川橋底下的工作是捉魚給居民吃，故經常在荒川釣魚和擅長游泳，亦曾為了捕捉一條大型鯰魚而耗費時間鍛練己身實力，間接練就強力的臂力。P子在冬季外出尋覓菜苗的期間，亦會擔任代理菜園管理者的工作。擁有豐富的天文知識和懂得操作不同類型的天文望遠鏡。
容易忘記事情，所以要行陪自己在荒川居住，以免忘記他的臉。家是由瓦紙板擔建並用布廉遮掩的小屋，但內裡有張格格不入的豪華天鵝絨床。只是睡覺的時候，會進去下層的抽屜。患有夢遊症，經常為尋求舒適睡眠的地方而做出麻煩事情，之後修女更因此傳授了防身術（合氣道）。當初表情態度十分淡白，但與行交往後變得常常露出笑容，被星星單戀但對此不知情。為了防範被偶然路過的警方以公然猥褻罪取締，在荒川用鐵桶入浴時會特地包裹浴巾，直至穿好衣服後才抽出來。原本有收藏一盒收錄自己往事的錄音帶，但後來被不知情的星星將錄音帶內容洗掉改錄他的歌曲
漫畫故事後期揭露妮諾是純正血統的金星人，金星人有著和孿生手足兼戀人成雙成對誕生，至死方休的特性與概念，但由於村長的關係，間接導致原本的孿生兄弟暨戀人身亡，當時陷入昏迷狀的妮諾則被村長接引至荒川生活，由村長委託修女與瑪利亞負責保護妮諾。其手足的靈魂附身於龜有的身軀，本欲將其接回金星，但獲知妮諾希望留在地球和行廝守而作罷。最終結局跟著行回歸正常人生活，和行修成正果。
作者賦與的人物花語是鐵線蓮的「純潔的心」。
村長（CV：藤原啓治）
荒川村長，堅決自稱河童，自稱620歲。不管外人的目光組織荒川居民，亦跟居民隔開居住。
事實上是穿了膠製服裝的人，但行以外的人都視其為如假包換。內裡是一名穿潮流衣著的好青年，偶然會以魔術形式彰顯出來。新居民來的話會給他們起新的名字，並舉行歡迎會，但若是新居民仍以本名自我介紹就會感到光火。喜歡飲酒，愛吃黃瓜和海膽壽司，醉酒後會作出脫光全身衣服的行為。擔負著保護妮諾的責任，訛稱要到妮諾的家鄉「金星」而作宇宙特別訓練，使行等眾人為其在河底建造正式的別墅，過著舒適的生活。
有關戀愛事跟行一樣十分遲鈍，完全沒發現P子對自己的感情。隨劇情進展開始對行產生信任感，更委託行趁自己出差時擔任荒川區的村長。和黑道組織腐葉土領導者鼴鼠是兄弟關係。本人看似隨興，實則具備相當的雄厚財力和影響力，曾動用權力阻止積的開發工程，以及迫使漫畫家桑原薯條改變創作路線，以維護荒川居民的生活。
年輕時期和鼴鼠策畫綁架案，將當時年幼的金星人龍鳳胎（妮諾及其手足）擄為人質，向兩者的雙親誆稱妮諾已被自己滅口，要求交出豪宅以換取另一人的性命，但由於村長不知道金星人成雙誕生和無法忍受戀人死亡，以及得知自己孤身一人就會死亡的特性，導致聽見村長發言的妮諾的手足當場暴斃身亡。懷抱罪惡感的村長則接受妮諾的雙親提議，將妮諾接往地球和留在荒川生活，委託修女和瑪利亞保護妮諾，藉此償贖當年的過錯。
漫畫後期以拆卸改裝彩虹大橋的代價，將龜有和妮諾的手足亡靈送回金星，但也使得荒川居民頓失住所，村長遂藉此事件舉辦惜別會暨魔術秀露出自己的真面目。最終交代眾人後話的鏡頭中，村長以卸除河童裝的真面目和小P回歸正常人生活。
星星（CV：杉田智和）
經常配戴頭套行動的藝術家，故事開始時24歲，自稱是超級明星。專長樂器是吉他和電吉他。定期在荒川召開著音樂會，但大部分歌曲內容都很奇怪。
星形面具下還有月亮面具，不過在外出橋上區域時則會以真面目示人，真身是紅茶色頭髮的少年。受到挫折下沉時（多數是妮諾的事），會稱自己為「海星」。不受村長約束堅決外出，特別喜歡在橋上的便利店買東西。嗜煙，特別喜歡七星煙。因為對時尚妝扮的敏銳度高，曾負責擔任居民的時尚顧問。此外也擅長製作一些料理，尤其是義大利麵。
4年前是頂尖的歌星，曾經和某位搖滾女歌手交往，但是被八卦記者巴德偷拍到兩人約會的照片，導致女友為維護工作而主動向媒體撇清兩人的關係。因此被甩的星星特地越洋找上巴德談判，偷拍巴德和女兒伊莉的照片並賣給新聞出版社作為報復。雖聲稱專輯經常進佔Oricon第1位，但對自己沒有真正的作詞和作曲才能感到困惑。就在這樣的心情下他遇見妮諾，最後認清自己追求的是由自己一手創造和演奏的音樂，於是戴上象徵「明星」的星形面具，住在移動住宅。喜歡妮諾，所以視行為對手。但在許多方面都跟行合得來，尤其是台詞。劇情中期成為亞馬遜女戰士單戀對象。
漫畫最終結局選擇回歸正常人生活和不再配戴頭套（星星將之贈與妮諾作為餞別禮），正式放手成全行和妮諾的戀情，臨走前請求行好好照顧妮諾。最終交代眾人後話的鏡頭中，星星舉辦個人回歸演唱會，重新復出歌壇而獲得樂迷的熱烈迴響，亞馬遜女戰士也做為觀眾出席其復出演唱會。
修女（CV：子安武人）
穿著修女服裝，金髮藍眼、右臉頰殘留傷疤的倔強男人，逢星期日在荒川的教會舉行數秒彌撒。修道服下是軍服，胸前配戴的金色項墜，實為戰鬥短刀。故事開始時29歲，國籍是英國。
曾是英軍大兵，有著大量的軍火，常因戰鬥癖性沒消除而反射性地攻擊。經常預備第三次世界大戰的教會地下避難所，對導彈等戰鬥詞彙有異常的快速作出反應。出乎意料地擅長製作餅乾和蛋糕等家庭甜品，喜歡且擅長種植花卉。當自己遭受精神打擊（尤其是被瑪利亞挖苦）時，右臉的傷疤會大量噴血。史黛拉搬來荒川前兼任她的監護人，經常教授錯誤的知識給史黛拉。
原為姿容端正的美青年，過去擔任雇傭兵期間偶遇身為敵軍間諜的瑪利亞，遭其擲刀劃傷右臉，以此契機邂逅對方，雙方頻繁來往間產生情愫並且相戀三年；惜在論及婚嫁之際，因洩漏情報導致戰爭落敗而連帶讓兩人分手，之後輾轉抵達某間孤兒院認識和照護史黛拉。
數年前修女和瑪利亞搬來荒川生活，修女透過當地居民協助於橋下搭建小教堂，做為教會常駐人員為荒川居民服務，或協助調解荒川居民糾紛。對於願意收留他的村長相當感激，同時是少數知道妮諾和村長的過去的荒川居民。另一方面，其對瑪利亞仍有執著之情，但是瑪利亞經常使用毒舌等各種手段摧殘修女的身心，致命傷是"無趣的人"。曾經傳授妮諾與史黛拉防身技術。在歡迎村長歸來的派對事件中，修女因為發現瑪利亞對行的廚藝讚譽有加，為了博得瑪利亞的心意而跪求行傳授製作雞蛋捲的秘訣。
漫畫最終結局，決定和瑪利亞帶著史黛拉和鐵人兄弟回到自己當年服務的孤兒院共同生活。最終交代眾人後話的鏡頭中，透露修女已轉任教會神父不再穿戴修女服飾，繼續和加入教會成為修女的瑪利亞共同服務民眾。
白井通 / 小白（CV：大塚芳忠）
經常一邊畫白線，一邊線上移動的中年男子。本名白井通。故事登場年齡43歲。
對白色的事物和繪製白線有著異於常人的執迷，夢想是取得畫白線的冠軍。給自己定下了「到家之前都要走在白線上，否則老婆會變成白科尼什雞」的規矩，貌似回家路線道路施工，為了遵守規矩而繞路導致迷路，從北海道來到了荒川，已離家６年未曾見過妻女，但妻女仍透過書信表態支持其夢想，不時會寄送包裹慰問近況。
曾為一等企業的營業員，那時候培育的商業品格和知識並沒衰弱，外貌舉止可以打扮得像正常的高級職員。但因為失業遭受社會大眾的白眼，非常介意外人嘲諷其無業。雖然在荒川沒有特別工作，但會在荒川春季轉職活動擔任審查與顧問。在荒川居民的拍賣跳蚤市場活動中，因為出示了過往客戶贈與的「金星土地所有權狀」而引發軒然大波。
隨著島崎頻繁造訪荒川，對島崎產生好感，但這份情愫因為島崎發現他已婚而告終。最終結局回歸社會，在漫畫最終交代眾人後話的鏡頭中，小白如願贏得白線競賽並取得冠軍獎座。
鐵人兄弟（鐵郎CV：新谷良子、鐵雄CV：三瓶由布子）
經常戴鐵面具的兄弟。哥哥的名字鐵雄。弟弟的名字作為鐵郎。聲稱自己有超能力，取下面具可以在空中飛，也能穿越各時間和空間。3年前在某研究所逃脫流到了荒川，被發現兩人的村長收留。卸除鐵面具後的真面目為褐色短髮的男孩。
工作是準備鐵桶浴。每天一起穿著相同的衣服。求知慾十分高，常在問題交流期間與別人變得親近，在行辦學時成為第一批學生。之後對史黛拉產生情愫。漫畫最終結局兄弟倆不再配戴鐵面具，和史黛拉回歸修女當年服務的孤兒院生活。
P子（CV：小見川千明）
22歲，但身材矮小，於荒川種植菜園和提供蔬菜給居民吃的紅髮少女。除了冒失得過份，性格比起其他居民都來得正經。不喜歡頭髮上的屢長新芽的呆毛，每3日找末代武士理髮。擅長釀酒
為了防範有人偷摘蔬菜而在田邊放置香蕉皮，但反被行跨過而大感吃驚。最愛吃的蔬菜是青椒，於是第一次見了厭惡青椒的行時性情大亂。冬天會開車展開尋找新菜苗的旅行（實為返家探視家人兼取得新菜苗），一旦遇及攸關培育蔬菜的事情，會變成認真模式的人格，連容貌和身形也會變成年人的模樣。喜愛村長，特別大量栽培他愛吃的小黃瓜，但村長遲鈍得沒有注意到。村長歸來的宴會裡因為見識行的廚藝，為了博得村長的心意，特地和修女登門請求行傳授料裡秘訣。
漫畫後期知曉村長的過去，仍決定接受村長，漫畫最終結局和恢復正常人生活的村長一起生活。作者賦與的人物花語是大波斯菊的「少女心」。
瑪利亞（CV：澤城美雪）
主要飼養綿羊等家畜，經營牧場的女性。負責提供荒川居民常吃的蛋和製作乳製品。
表面掛著笑臉的毒舌美人，極度病態的Ｓ，特別是剛起床時。本質仍存有女性的溫柔，但六天都不欺負人的話會暴走。但事實上，她認為比起過去敵我相爭的日子，現在居民融洽的生活實在非常幸福。過去在戰場上以間諜身份遇上修女，在鬥爭中培養出獨特的感覺，常故意欺負修女。跟修女的實力差就如風神和雷神較量。經常謔稱修女「女裝癖」、「無趣的人」、「蘿莉控」、「跟蹤狂」，仍在意對方。史黛拉搬來荒川後，亦和史黛拉建立友好的關係。
喜歡花卉和理解花語。是少數知道妮諾和村長的過去的荒川居民。漫畫最終結局跟著修女、史黛拉、鐵人兄弟返回修女當年服務過的孤兒院共同生活。故事尾聲加入修女主持的教會，以教會修女的身份，跟著修女服務民眾。作者賦與的人物花語是姬百合的「強悍就是美」。
史黛拉（CV：齋藤千和）
從英國孤兒院追隨修女來到荒川的女孩子。「史黛拉」是修女賜與的名字，本名不詳。
雙重性格，表面是坦率無垢的少女，背面卻擁有邪惡的支配慾。憤怒和嫉妒會令其身體巨大化，俗稱「比司吉」形態。內心有一定的孤獨，所以積極與鐵人兄弟建立關係，一同上行的課堂。由於修女賜與其名，故沒被村長取名字，亦因修女的教導而練就能夠制服行的格鬥技術。喜歡修女，並向瑪利亞挑戰但敗退，關係卻因此變好，一起欺負行。
漫畫最終結局決定回到修女曾經服務的孤兒院，跟著修女和瑪利亞生活，和鐵人兄弟成為要好的朋友。
作者賦與的人物代表花語是牡丹的「王者之風」。其變身型態則是捏他自冨樫義博的動漫畫作品HUNTER×HUNTER的角色比斯吉。
末代武士（CV：中村悠一）
紮了髮髻，穿Ｔ恤的青年。在荒川區經營「青空美容院」擔任理髮師，用日本刀神速地剪頭髮。劍術高手，父母是武士門第的血脈。
搬來荒川之前原本為澀谷美容院「SAMU」的當紅髮型設計師，也是經常被女性稱讚的帥男，連毒舌女瑪利亞都讚其不壞。可是為了遷就女性口味，後來變得不明白自己的風格。直至遇上荒川村長，便毅然決定用家族代代相傳的刀盡情為居民的頭髮揮舞。
討厭現代西式風格的下午茶。奉傳統日本精神，喜歡正統的抹茶和傳統品茗會，精於花道和茶道，曾以芥川龍之介的作品羅生門為創作靈感而在花道比賽裡獲獎。
因為喜歡P子，多度將萕菜草種在P子的菜園向後者告白，反而造成P子的困擾，對於P子僅留意村長一事感到苦惱。
漫畫最終結局回歸正常人的生活，故事尾聲交代眾人後話的鏡頭裡，末代武士的分格鏡頭背景出現「SAMUNRAI」拼音的招牌，暗示其重操舊業，開設了個人的理髮院。
比利（CV：立木文彦）
巴丹鸚鵡頭男性，經常穿整齊西裝。硬派男人，話語飄浮著有挑釁的氣氛。跟關東最強的組織「國鳥會」組長的女人——賈桂琳一同逃到荒川生活。有著鳥類的「印隨」（將出生剛睜眼時見及的事物當成母親）和食用配偶反芻過的食物等習性。私底下經常提供自己的舊衣服給星星。漫畫最終結局跟賈桂琳回歸正常人的生活，和賈桂琳育養一窩雛鳥。
賈桂琳（CV：後藤邑子）
比利的戀人，愛穿女王蜂衣裝的金髮女子。在荒川經營「女王蜂美體沙龍」擔任美容顧問，擅長指壓按摩。作者賦與的人物花語是向日葵的「眼中只有你」。
過去成為「國鳥會」組長長尾雉的女人前，曾擔任搬運花粉的搬運工。與比利相戀後放棄留在「國鳥會」，但仍保留舊時的和服。當荒川居民引起嚴重騷動，或是發生攸關比利的嚴重事態的時候，會特意更換成舊時的和服前往調解此事。由於其料理手藝令人不敢恭維，導致擁有反芻習性的比利從此不吃生菜以外的料理。
原本一度被也斯視作情敵，但在會晤對方詳談後反而成為筆友。漫畫最終結局因為荒川大橋被拆除，跟比利回歸正常人的生活。
龜有 / 甘食（CV：無）
漫畫後期登場的角色，有著深色半捲短髮的俊美青年。隸屬KAT SUN事務所的人氣偶像。
因為厭倦被名牌包圍和偽裝的生活，連帶變得討厭穿衣服，甚至拍攝廣告宣傳影片也仰賴後製添加衣服的天體主義者。因為希望物色能放鬆自我本色的居所，透過高井得知行和荒川的特殊居民群住荒川橋下，誤信荒川是天體主義的群居處而委託行讓自己居住荒川，但在首次和荒川居民見面和意識荒川區和自己想像的不同後，遂停止跟蹤行為，受此事影響轉而成功訓練自己穿著衣服完成拍攝工作。
其後委託行讓他再訪荒川並於當地舉辦個人演唱會，經過荒川居民投票表決而成為荒川居民。居住荒川時期的名字「甘食」是行和妮諾討論為龜有命名的過程中，因為行忽然想到以前愛吃的麵包而起。
隨著和荒川居民相處，開始對妮諾產生好感，但在後期揭露其實為被妮諾的手足亡靈附身始接近妮諾，龜有本人則在被附身的過程中開始對妮諾的手足亡靈產生好感，最終自願踏上彩虹橋跟隨其前往金星。事件過後行的公司特地為此打造他的裸身雕像以茲紀念。

### 其他
市之宮積（CV：小山力也）
行的父親，市之宮集團現任領導。切實推行「不欠人，不求人」家訓的人，即使是兒子也不能寬限的嚴格男人。不相信超能力和外星人的存在。和行同樣遺傳市之宮家族無法報恩便會引發哮喘的體質，尤其在憶起已故妻子的回憶時尤甚。
遵守市之宮家「為報答父母養育之恩，須讓父母決定婚約對象」的家規，因而促成和春子的婚姻。但後來春子產下行不久後便逝世，積感慨自己不斷累積向上而失去僅存站立的空間，為了不讓兒子往後像站在高處而失去空間的自己，遂取不停向前邁進、期許孩子能抵達自己無法到達的遠方之意，將獨子命名為「行」。
從島崎知道行在荒川生活的事，一度啟動重新開闢荒川的計劃，但被影響力更強的神秘人（後期揭露為村長）強迫中止。之後去看行的情況，但又因意外與妮諾相遇。後來得知行的反抗情緒日益增長，決定保持觀察。對妮諾的面貌有奇妙的印象，後期和妮諾互動時變得契合。
是少數知道村長真面目和身份的人，漫畫390話曾和村長配合向行惡作劇，透露其亦有喜愛戲弄他人的一面。
市之宮春子（CV：無）
僅在漫畫回憶篇登場，行的母親。個性賢淑溫柔，體質虛弱多病。因為積的雙親安排而促成和積的婚姻，但在產下行不久後便逝世。被積視為一輩子也無法償還其人情的對象。
高井照正（CV：長）
行在集團外管理的資深公司職員，故事開始時51歲。10年前因妻子不滿他過度加班而離婚，陷入茫然迷失自我，受到小學生行的鼓勵而振作，將畢生心力轉移到行身上，但卻過度關照而有點走火入魔，甚至希望能取代為行的父親。在行鼓勵下視妮諾為女兒，但有時會嫉妒二人親近，啟動全方位照顧的婆婆模式。
漫畫後期被妮諾的手足亡靈賄絡，幫助前者帶走妮諾。最終交代眾人後話的鏡頭裡，高井已經開始為行與妮諾準備孩子的服裝。
島崎 / 女間諜（CV：田中理惠）
行在集團外管理的公司職員，故事開始時32歲。積任命她去監視行，在荒川工作同時調查妮諾的事。擅長攝影。外表冷靜，其實具備著搞笑和敏感脆弱的一面，緊張說話時會變成方言口音，容易被受騙洗腦。
小時候因為家境相當窮苦，過著難以溫飽的生活。本人為此視童年回憶和高中時期搞笑的記憶為不願回顧的黑歷史。多年前被還是小學生的行任聘為公司秘書，被行視為家人般的存在，表面負責調查和揪出販售公司情資的員工，實則擔任商業間諜，藉著出賣積和行的公司機密謀取利益。調查妮諾的期間對小白一見鍾情，有時在荒川偷拍時會不自覺地把鏡頭轉過去，也曾藉健康檢查親近對方，幾乎忘記當初的目的。因為被小白拾獲相機，導致間諜身分曝光，加著替荒川居民攝影時意外展現自己視為黑歷史的搞笑動作，被村長和荒川居民邀請成為荒川成員並命名為「女間諜」。
顧及個人的工作身份，被荒川居民命名後，仍未和荒川居民同住。後獲知小白已有家庭而陷入失意狀態，一度被鼴鼠誆騙錢財和吸收成為「腐葉土」的成員，幫助鼴鼠和地球防衛隊長檢視漫畫創作，自行脫離組織又被詐財的靈媒吸收為學徒。
漫畫後期意外透過靈視水晶球看見妮諾的手足亡靈的存在，得知村長和鼴鼠等人的過去，和荒川居民合作解救妮諾。最終交代眾人後話的鏡頭裡，已將長髮剪短，成為幹練的職場女強人。作者賦與的人物花語是黑香草的「只在夢中見」。
地球防衛軍隊長 / 桑原薯條（CV：關智一）
萌系少女漫畫《花生妹》的28歲作家，筆名「桑原薯條」，本名不詳。漫畫受歡迎得動畫版和單行本都很暢銷，但本人心繫科幻漫畫，因被編輯說不流行而作不成。
一次苦惱下到了荒川，遇見村長和星，自報姓名為被壓制科幻熱情的「地球防衛軍隊長」，但因留有一點「正常」而沒有成為居民。此後間中訪問荒川，與其他人的波長漸漸一致。行曾為阻止他居民化而撒了謊，尤因對方敵視妮諾為金星侵略者。
有一次在荒川與編輯說清楚後，清楚了自己的目標。隨後有機會連載科幻漫畫《Galaxy Under The Bridge》，內容把居民們的故事混成一堆，意外獲得讀者的支持。但神秘男（漫畫單行本第10集揭露是村長）不希望荒川受滋擾，用了特權讓他回歸萌系漫畫路線。
隨著劇情進展，意外邂逅鼴鼠並成為漫畫創作的搭擋，對後者以自身經歷創作的故事產生興趣，希望執筆將他的故事具體繪製成作品，與此同時也得知了村長和鼴鼠的過往，出於好奇心驅使參與鼴鼠綁架妮諾的計劃，但被荒川居民干預導致綁架計劃失敗。
漫畫後期，鼴鼠試圖透過漫畫揭露村長曾害死金星人龍鳳胎的過往，為此感到糾結時，和鼴鼠會談而開解對方過去的心結，其後和荒川居民們合作幫助行解救妮諾。最終交代眾人後話的鏡頭裡，地球防衛隊長和卸除頭套的鼴鼠收看電視節目時面露激動之情，暗示兩人的合作作品已被改編成影視作品。
亞馬遜女戰士（CV：小林優）
荒川中上游，埼玉縣附近的居民隊長。自稱17歲，平日化了濃厚的妝，穿著少布的亞馬遜服飾，正常素顏相當美麗。有時顯得相當有霸氣，但對感情的渴望還算女高中生的程度。喜歡埼玉縣的特產零食「卡滋卡滋」，似乎在其和居民間都有相當高的地位。曾和不知就裡的妮諾爭奪行的心意，結果失敗，後移情至開解她的星。
實際上是監管藏在橋下某處，可以把妮諾送回金星的火箭，稱為「秘寶」。漫畫最終交代眾人後話的分格裡，透露其出席了星星的復出演唱會。作者賦與的人物花語是銀蓮花的「清純無垢」。
天狗三人幫（CV：中村悠一）
與亞馬遜女戰士一起守護「秘寶」，二人黑髮，一人金髮的青年群。習慣將女性胸罩外穿在Ｔ恤，即便游泳也會穿著上半截的女性泳裝。在海邊經營著「天狗海之家」。
性格坦率，做事和表達想法都很直接，擅長催眠術。為女戰士的願望不惜一切，曾進行「女戰士戀愛支援計劃」，使用催眠術令行跟她搭上。其後女戰士又戀慕星，便常常稱星為「好哥哥」與「卡滋卡滋認定的第二男人」等怪稱呼。
也斯
「國鳥會」成員，曾是比利的下級。燕子。首次登場是通知賈桂琳攸關比利有危機的消息。醉心比利的程度等於高井溺愛行。
過去曾在經濟拮据的時候，被比利接濟和共住一段時間，從此對比利產生超越上司和下屬的情愫。因為關心比利而頻頻造訪荒川，視賈桂琳為情敵，化解誤會後反而為筆友。
長尾雉
「國鳥會」會長，比利的前上司，賈桂琳的前任。
鼴鼠
黑道組織「腐葉土」的領導人，戴著鼴鼠的面罩。個性嚴謹認真，擅長捉人和佈置陷阱。真面目是留著金髮的男子。喜歡女高爾夫球手手平美寶玲。漫畫後期揭露其真實身分是村長的弟弟。
過去曾和村長策畫綁架妮諾和其手足，試圖向兩者的雙親勒索宅邸，卻因此導致妮諾的手足死亡，從此對這段往事懷有罪惡感。曾以自身經歷為創作題材多度向漫畫雜誌投稿作品，希望藉此揭露這段往事，但皆以被退稿告終，之後和地球防衛隊長一拍即合，被後者邀請成為創作搭擋，同時提供地球防衛隊長在漫畫創作方面的協助。
因為和地球防衛隊長干預荒川居民的隱私而不被歡迎，曾一度設局綁架妮諾，阻止村長將妮諾送回金星，但被從中干預而綁架未遂。後試圖用漫畫投稿方式向地球防衛隊長揭露村長和妮諾的過去，被地球防衛隊長以不合理為由婉拒刊登他的漫畫，但因為地球防衛隊長告訴他「你的兄長是絕不會殺人的」而解開當年心結，轉而和荒川居民合作解救妮諾。
漫畫最終話交代眾人後話的鏡頭裡，鼴鼠不再配戴面罩，和地球防衛隊長回歸正常人的生活，並且在偕同後者收看電視節目時喜極而泣，暗示兩人的合作作品已被改編成影視作品。
神秘人（CV：藤原啓治）
推倒積的開闢計劃，拯救了荒川的人。其與妮諾、修女和瑪利亞居住在荒川有很大關係。有著影響大臣決定的財力，現在亦幕後策劃送妮諾回金星的火箭發射計劃。（確定是河童村長，漫畫第10冊有鼴鼠回憶畫面所顯示）
妮諾的雙親
漫畫後期回憶篇，妮諾的雙親，本名未知。
過去因為村長和鼴鼠綁架龍鳳胎兒女，導致兒子死亡和妮諾陷入短暫昏迷狀態，妮諾的雙親認為地球是許多孤獨的人們群居的星球，可藉此讓小刪減緩孤獨不適應的心情，為了保護妮諾遂向村長提議將她接往地球生活，同時亦將兩人當初作為給村長的贖金的宅邸（彩虹大橋）留在荒川。
漫畫後期村長動用自己的積蓄準備燃料和NASA合作，將妮諾的雙親留在地球的彩虹大橋，做為送走妮諾的手足亡靈的載具。
妮諾的兄弟
漫畫後期登場，有著金色長髮，容貌和妮諾相似的金星人幽靈，妮諾過去的戀人暨孿生兄弟。本名不詳。
因為金星人出生時便和伴侶成對誕生的特性，和妮諾結為情人。但是妮諾年紀還小的時候，村長策畫綁架兩者，向兩者的父母誆稱妮諾已被滅口，以他的性命要脅要求換得宅邸，卻導致聞言的他精神遭受打擊，過於激動而驟死。過身後靈魂為了尋找妮諾的下落，附身在龜有的身上，試圖將妮諾帶回金星，但由於妮諾表態欲留在地球和行廝守，加著行將妮諾帶離橋上而未能如願。
最終在行和村長等人的努力下，搭乘著被改裝成飛行器的彩虹橋被送回金星。返回金星前被龜有（甘食）告白。
轟天&雷
漫畫裡登場，村長兒時崇拜的地下獨立樂團二人組，真身是雷神。尚未走紅前經常在荒川演奏創作音樂，後來星探發現兩人的創作才能，卻只招攬雷進入演藝圈，導致兩人發生衝突並解散樂團。時隔多年後，荒川居民為了幫助村長圓願和偶像再會，架設避雷針邀請兩者，而轟天和雷則以演奏自己的音樂（落雷）擊向避雷針和星星作為答謝眾人的回應。
小洋
漫畫裡短暫登場，和史黛拉同間孤兒院的少年。在史黛拉搬往荒川後，仍經常致信問候史黛拉的近況。
巴德·金斯柏格（バド·キﾝスバガ）
漫畫回憶裡短暫登場，曾經偷拍還在樂壇時期的星星和時任女友的緋聞照片，導致星星被時任女友撇清關係的狗仔隊記者。
原本是喜愛自然題材的攝影師，但在成為狗仔隊記者後，轉而偷拍名人的醜聞照謀利，導致無法忍受此事的日籍妻子紗音簽署離婚協議書並出售一家三口的住宅。後來被巴德偷拍而被時任女友甩掉的星星伺機報復，偷拍並擅自將巴德和伊莉的合照註記標題，出售給新聞出版社。
紗音（さね）
漫畫第325話回憶篇登場，巴德的妻子。因為無法忍受丈夫成為狗仔隊攝影記者，向巴德提出離婚，並將一家人的住宅出售給繼任屋主。
伊莉•金斯柏格（イリ·キﾝスバガ）
漫畫第325話回憶篇登場，巴德和紗音的女兒，因為父母離婚，加著父親埋首工作而常感到寂寞。後來因為父親及時醒悟而和其言歸於好。
怪小鬼脫褲魔
漫畫裡登場，經常躲在荒川大橋附近，專門物色穿著長褲的路人，趁機惡作劇襲擊脫下路人的褲子的小學生四人組，本名未知。故事開頭襲擊行取走他的長褲，造成對方為取回長褲意外落水，後來在龜有造訪荒川時，襲擊並脫下龜有的長褲，反被龜有誤認是荒川居民精心準備的歡迎式。
四人組在漫畫最終結局裡已升為高中生，達成集滿100條褲子的紀錄，在對話中透露彩虹大橋拆除後原地址重建新橋樑、建造龜有雕像的訊息，其中一人準備在畢業後進入市之宮的旗下事業任職。

## 出版書籍
| 卷數 | 史克威爾艾尼克斯 | 史克威爾艾尼克斯                                        | 尚禾出版社     | 尚禾出版社           | 封面人物 |
| 卷數 | 發售日期         | ISBN                                                    | 發售日期       | EAN                  | 封面人物 |
| ---- | ---------------- | ------------------------------------------------------- | -------------- | -------------------- | -------- |
| 1    | 2005年8月25日    | ISBN 4-7575-1481-6                                      | 2007年1月23日  | EAN 471-1436-56559-4 | 妮諾     |
| 2    | 2005年12月25日   | ISBN 4-7575-1576-6                                      | 2007年2月9日   | EAN 471-1436-56560-0 | 星       |
| 3    | 2006年5月25日    | ISBN 4-7575-1683-5                                      | 2007年3月17日  | EAN 471-1436-56561-7 | 修女     |
| 4    | 2006年12月25日   | ISBN 4-7575-1836-6                                      | 2007年7月26日  | EAN 471-1436-56630-0 | 市之宮積 |
| 5    | 2007年5月25日    | ISBN 4-7575-2018-2                                      | 2007年11月16日 | EAN 471-1436-56711-6 | 村長     |
| 6    | 2007年12月25日   | ISBN 978-4-7575-2162-9                                  | 2008年3月31日  | EAN 471-1436-56827-4 | 瑪利亞   |
| 7    | 2008年5月25日    | ISBN 978-4-7575-2267-1                                  | 2008年9月1日   | EAN 471-1436-56920-2 | 小白     |
| 8    | 2008年12月25日   | ISBN 978-4-7575-2430-9                                  | 2009年4月9日   | EAN 471-1436-57051-2 | P子      |
| 9    | 2009年10月25日   | ISBN 978-4-7575-2686-0                                  | 2010年1月16日  | EAN 471-1436-57249-3 | 末代武士 |
| 10   | 2010年4月24日    | ISBN 978-4-7575-2858-1                                  | 2010年8月10日  | EAN 471-1436-57375-9 | 史黛拉   |
| 11   | 2010年10月25日   | ISBN 978-4-7575-3037-9                                  | 2010年12月21日 | EAN 471-1436-57466-4 | 高井照正 |
| 12   | 2011年7月25日    | ISBN 978-4-7575-3297-7                                  | 2013年6月21日  | EAN 471-1436-58012-2 | 比利     |
| 13   | 2013年4月25日    | ISBN 978-4-7575-3945-7                                  | 2013年10月8日  | EAN 471-5302-69039-7 | 鐵人兄弟 |
| 14   | 2014年5月24日    | ISBN 978-4-7575-4156-6 ISBN 978-4-7575-4155-9（特裝版） | 2014年9月29日  | EAN 471-5302-69252-0 | 賈桂琳   |
| 15   | 2015年11月20日   | ISBN 978-4-7575-4790-2                                  | 停止出版       | 停止出版             | 市之宮行 |

### 導讀手冊
15+α I THE FINAL LAUNCH
- 2015年11月20日發售、ISBN 978-4-7575-4791-9（封面人物為妮諾）

## 電視動畫
2009年8月9日首次於YOUNG GANGANFes.放出電視動畫化的消息。隨後於2010年1月在漫畫本篇滲入主要聲優名單，公佈方式標奇立異。第一季於2010年4月4日播放，第二季於同年10月3日播放。

### 製作人員
- 原作：中村光
- 監督：新房昭之
- 系列導演：宮本幸裕
- 系列構成：赤尾
- 人物設定：杉山延寛
- 美術監督：東厚治
- 音樂制作：StarChild Records
- 音響監督：鶴岡陽太
- 音響制作：樂音舍
- 音樂：横山克
- 色彩設定：岡田初美
- 音響效果：野崎博樹
- 製作擔當：奧原伸啟
- 設定製作：高野慎也
- 製作進行：城石洋輔
- 動畫製作：SHAFT
- 製作：荒川UB製作委員會

### 主題曲
第一期
- 片頭曲1（維納斯與耶穌；2-4、6-13）
作詞、作曲：、α；編曲：近藤研二；歌：
導演、演出：龍輪直征；分鏡：山本沙代；作畫監督：山村洋貴

- 片頭曲2（標題之類請自己考慮；5）
作詞：三重野瞳；作曲、編曲：横山克；歌：瑪利亞（澤城美雪）
製作：兒玉徹郎、DIRECTIONS

- 片尾曲（逆樣之橋；2-13）
作詞、作曲、編曲、歌：渡邊健二（SUNEOHAIR）
分鏡、演出：龍輪直征；作畫監督：高野晃久

第二期
- 片頭曲《COSMOS VS ALIEN》（宇宙對宇宙人；1-9，11-13）
作詞、作曲：、α；編曲：近藤研二；歌：
分鏡：山本沙代；演出：中村亮介；作畫監督：細居美惠子

- 片頭曲《行様Go!Summer!!～いや、行くのは金星だから》（行少爷GO！Summer!!～那啥、要去的地方是金星来着；10）
作詞：三重野 瞳；作曲、編曲：横山 克；歌：高井照正（長）

- 片尾曲《赤いコート》（紅衣；2-12）
作詞、作曲、編曲、歌：渡邊健二（SUNEOHAIR）
實寫版－演出：工藤幹樹；製作人：若山佑介
動畫版－石橋加奈子、DIRECTIONS

- 片尾曲（逆樣之橋；13）
作詞、作曲、編曲、歌：渡邊健二（SUNEOHAIR）

### 集數
本作品的分集標題均遵照原作漫畫標題。
第一期
第二期

### 放送電視台
日本深夜動畫：下文記載的日本国内播放時間使用日本標準時間（UTC+9）表示。因為部分時間标识會採用30小时制，因此請留意这类超过24:00的时间，其實際播放時間為翌日清晨。
| 放送地域     | 放送局       | 放送期間        | 放送日時                   | 放送系列   |
| ------------ | ------------ | --------------- | -------------------------- | ---------- |
| 關東廣域圏   | 東京電視台   | 2010年4月4日 -  | 星期日 25時35分 - 26時05分 | 東京電視網 |
| 福岡縣       | TVQ九州放送  | 2010年4月5日 -  | 星期一 26時23分 - 26時53分 | 東京電視網 |
| 大阪府       | 大阪電視台   | 2010年4月6日 -  | 星期二 26時05分 - 26時35分 | 東京電視網 |
| 愛知縣       | 愛知電視台   | 2010年4月7日 -  | 星期三 25時28分 - 25時58分 | 東京電視網 |
| 岡山、香川縣 | 瀨戶內電視台 | 2010年4月8日 -  | 星期四 25時58分 - 26時28分 | 東京電視網 |
| 北海道       | 北海道電視台 | 2010年4月9日 -  | 星期五 26時00分 - 26時30分 | 東京電視網 |
| 日本全國     | AT-X         | 2010年4月10日 - | 星期六 8時30分 - 9時00分   | CS放送     |

| 東京電視台 星期日25:35節目 | 東京電視台 星期日25:35節目 | 東京電視台 星期日25:35節目 |
| -------------------------- | -------------------------- | -------------------------- |
|                            | 荒川爆笑團                 |                            |
| 花丸幼稚園 （25:30 - ）    | —                          |                            |

## 外部連結
- （日語）StarChild:動畫官方網站 （页面存档备份，存于）
- （日語）YOUNG GANGAN 漫畫官方網站
- （日語）東京電視台動畫網站 （页面存档备份，存于）